# Miguel Aníbal Tanco
Miguel Aníbal Tanco (San Salvador de Jujuy, 6 de octubre de 1888 - Buenos Aires, 14 de abril de 1961) fue un marino, escritor y político argentino, perteneciente a la Unión Cívica Radical, que fue elegido Gobernador de la Provincia de Jujuy en 1929 y fue depuesto por el golpe de Estado de 1930. Posteriormente se unió al peronismo y fue senador nacional.

## Biografía
Estudió en la Escuela Naval Militar, a la que ingresó en 1906, y de la que egresó como teniente en 1910. Fue profesor de las materias «Armas Submarinas» y «Electricidad» durante los viajes de instrucción de la Fragata Sarmiento. Especializado en la artillería naval, se destacó inventando métodos y aparatos para cálculos en alta mar. Se retiró del servicio activo en 1923 con el grado de teniente de fragata, habiendo sido premiado con la Cruz del Mérito Naval y con el grado de Caballero del Santo Sepulcro.
Regresado a la provincia de Jujuy, organizó allí la Unión Cívica Radical —dividida por la escisión del antipersonalismo— y fue nombrado Ministro de Hacienda por el gobernador Mateo Córdova en 1923, y posteriormente jefe de la Policía provincial. Fue candidato a gobernador por primera vez en 1924, pero fue derrotado por el antipersonalista Benjamín Villafañe. Las alianzas entre alvearistas y conservadores -concertadas en medio de intervenciones federales- y comicios de dudosa transparencia frustraron sus candidaturas a gobernador en 1924 y a diputado nacional, dos años después. Presidió la Unión Cívica Radical de su provincia, pero no logró ser elegido diputado nacional en 1926. En las elecciones del 29 de septiembre de 1929 fue nuevamente candidato, y —apoyándose en el prestigio del presidente Hipólito Yrigoyen— logró acceder a la gobernación.
Asumió la gobernación el 1 de enero de 1930, acompañado por los ministros Manuel Sarmiento y Segundo Fernández Pérez. Durante su breve gestión inició la construcción de viviendas económicas, sancionó la creación del Departamento Provincial del Trabajo y de la Dirección General de Minas, y la que ordenaba la expropiación de latifundios en la Puna para su entrega a los habitantes locales.
El 6 de septiembre, el presidente Yrigoyen fue derrocado por el general José Félix Uriburu, que ordenó deponer también a los doce gobernadores radicales, dejando en su puesto a los de San Luis y Entre Ríos, que eran opositores a Yrigoyen. De modo que al día siguiente, el teniente coronel Daniel Leguiza depuso a Tanco, y el día 8 disolvió la Legislatura. De inmediato despidió a todos los empleados públicos a los que identificó con el radicalismo. El día 15 de noviembre asumió el interventor federal designado por Uriburu, Carlos Daireaux.
Después de su paso por el gobierno, Tanco pasó varios años dedicado a negocios menores y apartado de la vida pública. En este período se dedicó a la literatura, obra por la cual sería incorporado a la Real Academia Hispanoamericana. En 1938 se empleó como gerente de una empresa minera, la «Tusaquillas».
Adhirió al peronismo desde su nacimiento, y fue nombrado senador nacional en 1946, ocupando ese cargo hasta el año 1952.
En diciembre de 1948 fue elegido Convencional por la Provincia de Jujuy para integrar la Convención Constituyente que se reunió entre enero y marzo de 1949 y reformó la Constitución Nacional. En plena dictadura autodenominada Revolución Libertadora escribió a principios de 1957 El Radical, editado por la tendencia yrigoyenista del partido homónimo, donde condenaba tanto al sector que conducía el radicalismo por su apoyo a la dictadura como al mismo régimen.
Falleció en Buenos Aires el 14 de abril de 1961.

## Obra literaria
Entre sus obras figuran: 
- Desarrollo de la industria minera Argentina
- Fórmulas de equilibrio económico social
- La Constitución Argentina bajo el aspecto económico
- Tarifas compensatorias en los ferrocarriles, la salvación del Norte Argentino
- El problema de la inmigración.

Además colaboró con diarios y revistas como La Unión, La Víspera, Crítica, Revista de Minería y Hombre de Campo.